# Bajszos fahágó
A bajszos fahágó (Xiphocolaptes falcirostris) a madarak osztályának verébalakúak (Passeriformes) rendjébe valamint a fazekasmadár-félék (Furnariidae) családjába és a fahágóformák (Dendrocolaptinae) alcsaládjába tartozó faj.

## Rendszerezése
A fajt Johann Baptist von Spix német biológus írta le 1824-ben, a Dendrocolaptes nembe  Dendrocolaptes falcirostris néven, innen helyezték jelenlegi nemébe.

## Alfajai
- Xiphocolaptes falcirostris falcirostris (Spix, 1824)
- Xiphocolaptes falcirostris franciscanus E. Snethlage, 1927[2]

## Előfordulása
Brazília keleti részén honos. A természetes élőhelye a lombhullató erdők és szavannák.

## Megjelenése
Átlagos testhossza 32 centiméter, testtömege 110 gramm.

## Életmódja
Rovarokkal táplálkozik.

## Külső hivatkozások
- Képek az interneten a fajról
- Internet Bird Collection - videók a fajról
- Xeno-canto.org - a faj hangja és elterjedési területe